# Pilsrundāle
Pilsrundāle ou Rundāle est une localité dans le sud-est de Zemgale en Lettonie. Elle fait partie du Rundāles novads et du Rundāles pagasts dont elle est le centre administratif. Située sur les rives de la Bērstele au niveau de son point de confluence avec l'Īslīce, du côté sud de la route régionale P103 (Dobele-Bauska), elle est éloignée de 15 km de Bauska et de 80 km de Riga.
Les documents historiques la mentionnent pour la première fois en 1280, sous le nom de Ruhenthal, en tant que propriété de Konrad von Feuchtwangen, le treizième grand maître de l’ordre Teutonique. L'endroit est surtout connu grâce au château baroque, l’œuvre de Rastrelli, situé sur son territoire. Un autre objet classé monument historique est son moulin à eau qui depuis 1998 est équipé de générateur d'électricité hydraulique.
Rundāle compte également des bâtiments administratifs, un bureau de poste, une école, les chambres d'hôtes.